# Задуров, Дмитрий Иванович
Дмитрий Иванович Задуров (7 ноября 1910; Ясенок, Ельнинский уезд, Смоленская губерния, Российская империя — 27 августа 1971; Смоленск, РСФСР, СССР) — советский педагог. Заслуженный учитель школы РСФСР. Участник Великой Отечественной войны.

## Биография
Родился 7 ноября 1910 года в Российской Империи деревни Ясенок Ельнинского уезда (ныне — Глинковского района) города Смоленск.
В сентябре 1939 года призван служить в Красную Армию. Задуров участвовал в Великой Отечественной войне с 22 июня 1941 года, где был командиром вычислительного отделения 497-го артиллерийского Остроленковского Краснознамённого полка. Отделением под командованием Задурова несло службу по развитию артиллерийской топографической сети, на основе которой уточнялись координаты боевых порядков. Задуров лично, под огнем противника, с передового наблюдательного пункта производил засечку огневых точек противника. Дошел до Берлина, где и встретил Победу.
После демобилизации из армии вернулся в родные места. Потом устроился учителем и стал заведующим Хотеевской начальной школы, где проработал до конца жизни. Обменивался опытом с коллегами по работе, выступал на курсах повышения квалификации учителей в областном центре, где проводились курсовые.

35 лет отдал он школе. За годы работы в Хотеевской начальной школе он не оставил на второй год ни одного ученика. Двадцать один год работы без второгодников!— журнал «Начальная школа», 1967

В школе образцовый порядок, на подоконниках цветы, пришкольный участок в прекрасном состоянии. Учащиеся любят школу и своего учителя. Дмитрий Иванович хорошо знает всех учащихся и их родителей, из которых многие — его бывшие ученики. … Уроки Д. И. Задурова проходят на высоком методическом уровне, широким использованием наглядных пособий, с иллюстрациями из окружающей жизни. … Д. И. Задуров заблаговременно готовится к новому учебному году: изучает программы, объяснительные записки к ним, намечает, какие наблюдения, экскурсии, практические работы нужно будет провести на пришкольном участке. В школе создан крепкий, слаженный коллектив учащихся и учителей. Сначала работы Д. И. Задурова в Хотеевской школе (с 1946 г.) и до настоящего времени здесь не было ни одного второгодника. Он хорошо знает положение дел в колхозе. Колхозники называют учителя "нашим учителем". Чем завоевал Д. И. Задуров авторитет среди местного населения? Любовью к школе, детям, тесной связью работы с жизнью, с сельским хозяйством, высоким морально — политическим уровнем и своей деловитостью в разрешении вопросов школьной и внешкольной работы своих учащихся.— Д. Ф. Самулькович - Мастерство, педагогический такт и авторитет учителя - 1961. - 212 с. - с. 75-76
Скончался 27 августа 1971 года. Похоронен рядом со своими родителями на кладбище в деревне Хотеево Глинковского района Смоленской области.

## Звания и награды
- Заслуженный учитель школы РСФСР (17.11.1961)
- Орден Ленина (30.09.1966)
- Орден Красной Звезды (06.04.1945)
- Медаль «За отвагу» (05.10.1943)
- Медаль "За взятие Берлина"
- Медаль "За победу над Германией"
- Медаль «За трудовое отличие» (21.04.1949)
- Почётная грамота Президиума Верховного Совета РСФСР

## Издательство
- Начальная школа. — Просвещение., 1967. — 612 с.[6]
- Dmitriĭ Fedorovich Samuĭlenkov. Мастерство, педагогический такт и авторитет учителя. — Смоленское книжное изд-во, 1961. — 224 с.[7]